# Asenovgrad
Asenovgrad (en búlgaro: Асеновград) es una ciudad del sur de Bulgaria. Se encuentra en la provincia de Plovdiv a 19 km de la ciudad de Plovdiv.

## Breve historia
Asenovgrad fue fundada originalmente por los tracios como Stenimahos entre el 300 y el 400 a. C. En el 72 a. C. la ciudad fue conquistada por las tropas del Imperio romano. Tras un largo periodo de paz, la ciudad fue destruida por los godos en 251, pero fue reconstruida más tarde. En el 395 el Imperio romano se dividió en dos y la ciudad quedó bajo el control del Imperio bizantino. Después, hasta el 700, las tribus eslavas inundaron la zona y se convirtió en la mayoría de la población. Durante este periodo, la ciudad era conocida por su nombre griego Στενήμαχος (Stenímachos). Durante las guerras entre Bulgaria y el Imperio bizantino, la ciudad se convirtió en una importante bastión militar para los gobernantes búlgaros. Debido al empeoramiento de las relaciones con el Imperio Latino, en 1230, el zar búlgaro Ivan Asen II fortaleció el castillo local Stanimaha y por eso la ciudad recibió su nombre actual, que literalmente viene a decir ciudad de Asen. Más tarde, Bulgaria fue ocupada por el Imperio otomano, Stanimaha fue resuelto por los musulmanes (turcos y romaníes), que hoy en día representan el 20% de la población de la ciudad, el resto son cristianos ortodoxos orientales.
Tane Nikolov, conocido revolucionario y líder de la lucha por Macedonia, pasó sus últimos años en Asenovgrad y murió allí en 1947.

## Otros datos de interés
La Asenova krepost, un castillo medieval búlgaro a unos pocos kilómetros de Asenovgrad, es un rasgo característicos de la ciudad.
Hay 53 pequeñas capillas repartidas en las cimas de las montañas de los alrededores de la ciudad. Asenovgrad es la ciudad con más iglesias per cápita, en 11 de estos edificios puede verse la inscripción El Pequeño Jerusalén.
Esta ciudad sureña es también conocida por sus destilerías. Los vinos de Asenovgrad son apreciados en todo el país.
La ciudad es famosa por su especialización en el mundo de la moda en el campo de las bodas, Tiene numerosas tiendas de vestidos de novia y muchos búlgaros la visitan para preparar su enlace matrimonial.
Debido a su ubicación geográfica específica los habitantes de la ciudad disfrutar de una agradable brisa llamada «вечерник» (vechernik, que literalmente significa «brisa nocturna»).

## Personajes ilustres
- Ivan Cheparinov (1986), ajedrecista y Gran Maestro Internacional.